# Dolenji Leskovec
Dolenji Leskovec – wieś w Słowenii, w gminie Krško. W 2018 roku liczyła 282 mieszkańców.